# João Pereira Coutinho (jornalista)
José João de Freitas Barbosa Pereira Coutinho (Porto, 1 de junho de 1976) é um cronista, cientista político e escritor português. É autor de várias obras, dentre as quais As Ideias Conservadoras Explicadas a Revolucionários e Reacionários (2014).

## Biografia
Cresceu em Matosinhos, Matosinhos, onde os pais foram professores de história, e aí fez os seus estudos até à conclusão do ensino secundário, na Escola João Gonçalves Zarco.
Frequentou a Escola Superior de Teatro e Cinema do Instituto Politécnico de Lisboa, onde realizou os seminários de acesso ao curso de cinema. Acabaria por se licenciar em história, na variante de história da arte, pela Faculdade de Letras da Universidade do Porto. Prosseguiu os estudos no Instituto de Estudos Políticos da Universidade Católica Portuguesa de Lisboa, onde se doutorou em ciência política e relações internacionais com uma tese intitulada Política e Perfeição: Um estudo sobre o pluralismo de Edmund Burke e Isaiah Berlin. Foi, ainda, Academic Visitor do St. Antony’s College da Universidade de Oxford, no Reino Unido. É professor universitário auxiliar convidado do mesmo Instituto da mesma instituição.
É autor da novela Jaime e Outros Bichos, escrita aos 19 anos de idade, e que lhe valeu o Prémio Nacional de Literatura Juvenil Ferreira de Castro em 1996. Iniciou, mais tarde, uma assídua colaboração na imprensa, como colunista do jornal semanário O Independente (1998-2003), experiência que rendeu um livro com algumas das suas crónicas (Vida Independente: 1998-2003, 2004), da revista Atlântico e do jornal semanário Expresso (2004-2008). Algumas das crónicas publicadas de 2005 a 2007 nesse jornal já foram publicadas em livro (Avenida Paulista, 2007). Foi co-autor do blogue A Coluna Infame, juntamente com Pedro Lomba e Pedro Mexia, entre 2002 e 2003. Fez parte do painel fixo dos programas da TVI24 25.ª Hora e A Torto e a Direito, este último apresentado por Constança Cunha e Sá e que resultou num blogue, com Francisco José Viegas e Francisco Teixeira da Mota. Colabora no jornal diário brasileiro Folha de S.Paulo desde 2005, no jornal diário português Correio da Manhã desde 2009 e na revista portuguesa Sábado desde 2017.
Como autor, publicou obras como Por Que Virei à Direita (em co-autoria com Luiz Felipe Pondé e Denis Lerrer Rosenfield, 2012) e As Ideias Conservadoras Explicadas a Revolucionários e Reacionários (2014, edição portuguesa com o título Conservadorismo), Vamos ao que Interessa (2015) e Edmund Burke: A Virtude da Consistência (2017).

## Obras
- Jaime e Outros Bichos (novela; Difel, 1996)[1]
- Vida Independente: 1998 – 2003 (crónicas; "O Independente", 2004)[1]
- Avenida Paulista (crónicas; Quasi, 2007 – edição brasileira pelo Grupo Editorial Record, 2009)[1]
- Por Que Virei à Direita (ensaio; com Luiz Felipe Pondé e Denis Lerrer Rosenfield; Editora Três Estrelas, 2012)[1]
- As Ideias Conservadoras – Explicadas a Revolucionários e Reacionários (ensaio; Editora Três Estrelas, 2014 – edição portuguesa pelas Publicações Dom Quixote com o título Conservadorismo, 2014)[1]
- Vamos ao que Interessa (crónicas; Três Estrelas, 2015 – edição portuguesa pelas Publicações Dom Quixote, 2015)[1]
- Edmund Burke: A Virtude da Consistência (ensaio; Universidade Católica Editora, 2017)[1]